# Karl-Gunnar Ellverson
Karl-Gunnar Ellverson, född 2 mars 1942 i Skellefteå, död 24 september 2007 i Uppsala, var präst i Svenska kyrkan och lärare i liturgik vid Svenska kyrkans pastoralinstitut i Uppsala. Dessförinnan präst och föreståndare för Sankt Ansgars kyrka i Uppsala. Han publicerade flera böcker om liturgi och gudstjänstutveckling. Ellverson är begravd på Hammarby kyrkogård utanför Uppsala.